# Robert C. Bruce
Ne pas confondre avec Robert C. Bruce, (1914–2003), acteur.
Robert C. Bruce est un réalisateur, producteur, scénariste et directeur de la photographie américain né le 25 avril 1887 à Stowe, Vermont (États-Unis), décédé le 6 août 1948 à Los Angeles (États-Unis).

## Filmographie

### comme réalisateur
- 1918 : 'Tis Tough to Be Tender
- 1918 : Tales of the Tall Timber
- 1918 : The Wanderer and the Whozitt
- 1919 : The River Gray and the River Green
- 1919 : The Restless Three
- 1919 : Before Breakfast
- 1919 : The Wolf of the Tetons
- 1919 : The Pale Peck Train
- 1919 : Sunset Trail
- 1919 : Men I Have Met
- 1919 : Sundown
- 1919 : The Land of Silence
- 1919 : Scenic Succotash
- 1919 : Separate Trails
- 1919 : The Lonesome Pup
- 1919 : Frozen Thrills
- 1919 : Chilkat Cubs
- 1920 : Wanderlust
- 1920 : The Log of the La Viajera
- 1920 : Chasing a Horizon
- 1920 : The Merry Little Put-Put
- 1920 : Tropical Nights
- 1920 : Falling Waters
- 1921 : Water Trails
- 1922 : And Women Must Weep

### comme producteur
- 1917 : Florida to Louisiana with H.T. Tinklebottom
- 1918 : 'Tis Tough to Be Tender
- 1918 : Tales of the Tall Timber
- 1918 : A Wee Bit Odd
- 1918 : The Wanderer and the Whozitt
- 1919 : The River Gray and the River Green
- 1919 : The Restless Three
- 1919 : Before Breakfast
- 1919 : The Wolf of the Tetons
- 1919 : The Pale Peck Train
- 1919 : The Land of Silence
- 1919 : Scenic Succotash
- 1919 : Separate Trails
- 1919 : The Lonesome Pup
- 1920 : Wanderlust
- 1920 : The Log of the La Viajera
- 1920 : Chasing a Horizon
- 1920 : The Merry Little Put-Put
- 1920 : Tropical Nights
- 1920 : Falling Waters
- 1921 : Water Trails
- 1922 : And Women Must Weep

### comme scénariste
- 1918 : 'Tis Tough to Be Tender
- 1918 : Tales of the Tall Timber
- 1919 : The Restless Three
- 1919 : Before Breakfast
- 1919 : The Wolf of the Tetons
- 1919 : The Pale Peck Train
- 1919 : Sunset Trail
- 1919 : Men I Have Met
- 1919 : 'Sundown
- 1919 : The Lonesome Pup
- 1919 : Frozen Thrills
- 1919 : Chilkat Cubs
- 1920 : Falling Waters
- 1921 : Water Trails
- 1922 : And Women Must Weep

### comme directeur de la photographie
- 1919 : The Pale Peck Train
- 1919 : Sunset Trail
- 1919 : Men I Have Met
- 1919 : Sundown
- 1919 : The Land of Silence
- 1919 : Scenic Succotash
- 1919 : Separate Trails
- 1919 : The Lonesome Pup
- 1936 : La Fille du bois maudit (The Trail of the Lonesome Pine)
- 1942 : Hedda Hopper's Hollywood No. 3
- 1942 : Hedda Hopper's Hollywood No. 4
- 1942 : Hedda Hopper's Hollywood No. 5
- 1942 : Hedda Hopper's Hollywood No. 6
- 1943 : P-38 Flight Characteristics